# خماسيات الأجزاء
خماسيات الأجزاء أو بق البساتين أو فصيلة بينتاتوميدي (الاسم العلمي Pentatomidae)، هي فصيلة حشرات من رتبة نصفيات الأجنحة. واسم (Pentatomidae) يوناني وهو مؤلف من كلمتين (pente) وتعني خمسة و(tomos) وتعني جزء، والذي يشير إلى الأجزاء الخمسة من قرون الاستشعار الهوائية لدى حشرات خماسيات الأجزاء.